# Giro del Piemonte
El Giro del Piamonte (oficialmente: Gran Piemonte y Giro del Piemonte) es una carrera ciclista profesional que se disputa en la región italiana del Piamonte, en el mes de octubre. 
Fue creada en 1906. Al igual que el Giro de Lombardía (carrera que se corre unos días después), su desarrollo no fue interrumpido por la Primera Guerra Mundial, pero sí por la Segunda en los años 1943 y 1944. Durante su historia ha tenido varios parones aislados por diversos motivos, pese a ello es una de las carreras que más ediciones tiene con casi 100. Fue de categoría 1.1 hasta la creación de los Circuitos Continentales UCI en 2005 que empezó a formar parte de la UCI Europe Tour, dentro de la categoría 1.HC (máxima categoría de estos circuitos). En 2010 la carrera fue renombrada por Gran Piemonte, tras haber sido históricamente llamada oficialmente Giro del Piemonte, aunque aún mantiene el nombre tradicional oficialmente para la Unión Ciclista Internacional.
En 2013 sufrió una nueva cancelación debido a la crisis económica que afectaba a Italia. En 2017 la prueba se celebró el mes de junio, siendo simultáneamente la prueba que definía el Campeonato de Italia de Ciclismo en Ruta de ese año.

## Palmarés
| Año                                                                        | Ganador                  | Segundo              | Tercero                  |
| -------------------------------------------------------------------------- | ------------------------ | -------------------- | ------------------------ |
| Giro del Piemonte                                                          |                          |                      |                          |
| 1906                                                                       | Giovanni Gerbi           | Battista Danesi      | Luigi Ganna              |
| 1907                                                                       | Giovanni Gerbi           | Carlo Galetti        | Mario Gaioni             |
| 1908                                                                       | Giovanni Gerbi           | Luigi Chiodi         | Carlo Galetti            |
| 1909 edición no realizada                                                  |                          |                      |                          |
| 1910                                                                       | Vincenzo Borgarello      | Pietro Aymo          | Cesare Zanzottera        |
| 1911                                                                       | Mario Bruschera          | Carlo Galetti        | Giuseppe Santhià         |
| 1912                                                                       | Costantino Costa         | Francesco Innocenti  | Pasquale Uzzo            |
| 1913                                                                       | Romolo Verde             | Marcello Sussio      | Giovanni Abellono        |
| 1914                                                                       | Giuseppe Santhià         | Angelo Gremo         | Costante Girardengo      |
| 1915                                                                       | Natale Bosco             | Giovanni Nuvoli      | Federico Gay             |
| 1916                                                                       | Francesco Cerutti        | Paride Ferrari       | Giovanni Abellono        |
| 1917                                                                       | Domenico Schierano       | Francesco Cerutti    | Ugo Ruggeri              |
| 1918                                                                       | Ugo Bianchi              | Lorenzo Sinchetto    | Nino Ronco               |
| 1919                                                                       | Costante Girardengo      | Gaetano Belloni      | Angelo Gremo             |
| 1920                                                                       | Costante Girardengo      | Alfredo Sivocci      | Gaetano Belloni          |
| 1921                                                                       | Giovanni Brunero         | Giuseppe Azzini      | Alfredo Sivocci          |
| 1922                                                                       | Angelo Gremo             | Bartolomeo Aymo      | Costante Girardengo      |
| 1923                                                                       | Bartolomeo Aymo          | Camillo Arduino      | Angelo Gremo             |
| 1924                                                                       | Costante Girardengo      | Federico Gay         | Bartolomeo Aymo          |
| 1925                                                                       | Gaetano Belloni          | Bartolomeo Aymo      | Alfredo Binda            |
| 1926                                                                       | Alfredo Binda            | Giovanni Brunero     | Costante Girardengo      |
| 1927                                                                       | Alfredo Binda            | Battista Giuntelli   | Antonio Negrini          |
| 1928                                                                       | Marco Giuntelli          | Battista Giuntelli   | Amulio Viarengo          |
| 1929                                                                       | Antonio Negrini          | Alfredo Binda        | Battista Giuntelli       |
| 1930                                                                       | Ambrogio Morelli         | Aldo Canazza         | Fabio Battesini          |
| 1931                                                                       | Mario Cipriani           | Guglielmo Marin      | Giovanni Firpo           |
| 1932                                                                       | Giuseppe Martano         | Giuseppe Olmo        | Felice Lessona           |
| 1933                                                                       | Antonio Folco            | Andrea Minasso       | Battista Astrua          |
| 1934                                                                       | Learco Guerra            | Giuseppe Martano     | Domenico Piemontesi      |
| 1935                                                                       | Aldo Bini                | Domenico Piemontesi  | Romeo Rossi              |
| 1936                                                                       | Aldo Bini                | Giuseppe Olmo        | Giovanni Cazzulani       |
| 1937                                                                       | Gino Bartali             | Fausto Montesi       | Severino Canavesi        |
| 1938                                                                       | Pietro Rimoldi           | Severino Canavesi    | Aldo Bini                |
| 1939                                                                       | Gino Bartali             | Cesare del Cancia    | Fausto Coppi             |
| 1940                                                                       | Cino Cinelli             | Aldo Bini            | Osvaldo Bailo            |
| 1941                                                                       | Aldo Bini                | Gino Bartali         | Osvaldo Bailo            |
| 1942                                                                       | Fiorenzo Magni           | Gino Bartali         | Pierino Favalli          |
| 1943-1944 ediciones no realizadas a causa de la Segunda Guerra Mundial     |                          |                      |                          |
| 1945                                                                       | Secondo Barisone         | Carlo Rebella        | Primo Volpi              |
| 1946                                                                       | Sergio Maggini           | Antonio Covolo       | Antonio Bevilacqua       |
| 1947                                                                       | Vito Ortelli             | Aldo Ronconi         | Mario Vicini             |
| 1948                                                                       | Renzo Soldani            | Dino-Placido Ottusi  | Andrea Carrea            |
| 1949                                                                       | Adolfo Leoni             | Fausto Coppi         | Fiorenzo Magni           |
| 1950                                                                       | Alfredo Martini          | Sergio Pagliazzi     | Loretto Petrucci         |
| 1951                                                                       | Gino Bartali             | Pasquale Fornara     | Vincenzo Rossello        |
| 1952                                                                       | Giorgio Albani           | Luciano Maggini      | Ettore Milano            |
| 1953                                                                       | Fiorenzo Magni           | Loretto Petrucci     | Giorgio Albani           |
| 1954                                                                       | Nino Defilippis          | Alfredo Martini      | Angelo Conterno          |
| 1955                                                                       | Giuseppe Minardi         | Angelo Conterno      | Adolfo Grosso            |
| 1956                                                                       | Fiorenzo Magni           | Pasquale Fornara     | Pietro Giudici           |
| 1957                                                                       | Silvano Ciampi           | Giuliano Michelon    | Giacomo Fini             |
| 1958                                                                       | Nino Defilippis          | Alessandro Fantini   | Arrigo Padovan           |
| 1959                                                                       | Silvano Ciampi           | Aldo Moser           | Arrigo Padovan           |
| 1960                                                                       | Alfredo Sabbadin         | Nello Fabbri         | Carlo Brugnami           |
| 1961                                                                       | Angelo Conterno          | Jos Hoevenaers       | Giovanni Pettinati       |
| 1962                                                                       | Vito Taccone             | Franco Cribiori      | Graziano Battistini      |
| 1963                                                                       | Adriano Durante          | Italo Zilioli        | Franco Cribiori          |
| 1964                                                                       | Willy Bocklandt          | Jaime Alomar         | Guido Carlesi            |
| 1965                                                                       | Romeo Venturelli         | Roberto Poggiali     | Dino Zandegù             |
| 1966                                                                       | Rudi Altig               | Franco Bitossi       | Gianni Motta             |
| 1967                                                                       | Guido De Rosso           | Roberto Ballini      | Mario Di Toro            |
| 1968 edición no realizada                                                  |                          |                      |                          |
| 1969                                                                       | Marino Basso             | Ole Ritter           | Cesarino Carpanelli      |
| 1970                                                                       | Italo Zilioli            | Mauro Simonetti      | Franco Balmamion         |
| 1971                                                                       | Felice Gimondi           | Gianni Motta         | Giorgio Favaro           |
| 1972                                                                       | Eddy Merckx              | Felice Gimondi       | Wladimiro Panizza        |
| 1973                                                                       | Felice Gimondi           | Marcello Bergamo     | Giancarlo Polidori       |
| 1974                                                                       | Francesco Moser          | Michel Pollentier    | Tino Conti               |
| 1975 edición no realizada 1976 edición fusionada con la Milán-Turín        |                          |                      |                          |
| 1977                                                                       | Roger de Vlaeminck       | Giuseppe Saronni     | Bernt Johansson          |
| 1978                                                                       | Gianbattista Baronchelli | Clyde Sefton         | Ricardo Magrini          |
| 1979                                                                       | Silvano Contini          | Wladimiro Panizza    | Gianbattista Baronchelli |
| 1980                                                                       | Gianbattista Baronchelli | Wladimiro Panizza    | Giovanni Battaglin       |
| 1981                                                                       | Marino Amadori           | Bruno Wolfer         | Luciano Rabottini        |
| 1982                                                                       | Faustino Rupérez         | Pascal Jules         | Michael Wilson           |
| 1983                                                                       | Guido Bontempi           | Sean Kelly           | Francesco Moser          |
| 1984                                                                       | Christian Jourdan        | Acácio da Silva      | Teun van Vliet           |
| 1985                                                                       | Charly Mottet            | Urs Zimmermann       | Robert Millar            |
| 1986                                                                       | Gianni Bugno             | Enrico Grimani       | Jean-François Bernard    |
| 1987                                                                       | Adrie van der Poel       | Eric van Lancker     | Adriano Baffi            |
| 1988                                                                       | Rolf Gölz                | Gianni Bugno         | Marco Lietti             |
| 1989                                                                       | Claudio Chiappucci       | Søren Lilholt        | Per Pedersen             |
| 1990                                                                       | Franco Ballerini         | Dante Rezze          | Kim Andersen             |
| 1991                                                                       | Dzhamolidin Abduzhaparov | Frédéric Moncassin   | Sammie Moreels           |
| 1992                                                                       | Erik Breukink            | Stephen Roche        | Alex Zülle               |
| 1993                                                                       | Beat Zberg               | Laurent Dufaux       | Fabrizio Bontempi        |
| 1994                                                                       | Nicola Miceli            | Roberto Petito       | Peter Meinert-Nielsen    |
| 1995                                                                       | Claudio Chiappucci       | Stefano Zanini       | Davide Cassani           |
| 1996                                                                       | Richard Virenque         | Andrea Tafi          | Mauro Gianetti           |
| 1997                                                                       | Gianluca Bortolami       | Paolo Lanfranchi     | Biagio Conte             |
| 1998                                                                       | Marco Serpellini         | Daniele Nardello     | Stefano Colagè           |
| 1999                                                                       | Andrea Tafi              | Marco Serpellini     | Sergio Barbero           |
| 2000 edición no realizada a causa de una inundación que afectó a la región |                          |                      |                          |
| 2001                                                                       | Nico Mattan              | Fabio Sacchi         | Matthé Pronk             |
| 2002                                                                       | Luca Paolini             | Matthias Kessler     | Gianluca Bortolami       |
| 2003                                                                       | Alessandro Bertolini     | Thomas Liese         | Angelo Lopeboselli       |
| 2004                                                                       | Allan Davis              | Alberto Ongarato     | Francesco Chicchi        |
| 2005                                                                       | Murilo Fischer           | Steven de Jongh      | Paride Grillo            |
| 2006                                                                       | Daniele Bennati          | Grégory Rast         | Gene Bates               |
| 2007 edición no realizada por falta de patrocinadores Gran Piemonte        |                          |                      |                          |
| 2008                                                                       | Daniele Bennati          | Luca Paolini         | Alexandr Usov            |
| 2009                                                                       | Philippe Gilbert         | Dani Moreno          | Francesco Gavazzi        |
| 2010                                                                       | Philippe Gilbert         | Leonardo Bertagnolli | Matti Breschel           |
| 2011                                                                       | Dani Moreno              | Greg Van Avermaet    | Luca Paolini             |
| 2012                                                                       | Rigoberto Urán           | Luca Paolini         | Gorka Verdugo            |
| 2013-2014 ediciones no realizadas por problemas financieros                |                          |                      |                          |
| 2015                                                                       | Jan Bakelants            | Matteo Trentin       | Sonny Colbrelli          |
| 2016                                                                       | Giacomo Nizzolo          | Fernando Gaviria     | Daniele Bennati          |
| 2017                                                                       | Fabio Aru                | Diego Ulissi         | Rinaldo Nocentini        |
| 2018                                                                       | Sonny Colbrelli          | Florian Sénéchal     | Davide Ballerini         |
| 2019                                                                       | Egan Bernal              | Iván Ramiro Sosa     | Nans Peters              |
| 2020                                                                       | George Bennett           | Diego Ulissi         | Mathieu van der Poel     |
| 2021                                                                       | Matthew Walls            | Giacomo Nizzolo      | Olav Kooij               |
| 2022                                                                       | Iván García Cortina      | Matej Mohorič        | Alexis Vuillermoz        |
| 2023                                                                       | Andrea Bagioli           | Marc Hirschi         | Alex Aranburu            |
| 2024                                                                       | Neilson Powless          | Corbin Strong        | Alex Aranburu            |

Notas:
- La ediciones de 1910, 1911 y 1916 fueron amateur.
- La edición 1934 se disputó en cuatro etapas.
- La edición 1945 se disputó en dos etapas.
- En la edición 1974, Michel Pollentier inicialmente segundo clasificado fue descalificado.
- La edición 2017 fue realizada simultáneamente el Campeonato de Italia en Ruta.

## Palmarés por países
| País           | Victorias |
| -------------- | --------- |
| Italia         | 82        |
| Bélgica        | 7         |
| Francia        | 3         |
| España         | 3         |
| Países Bajos   | 2         |
| Alemania       | 2         |
| Colombia       | 2         |
| Uzbekistán     | 1         |
| Suiza          | 1         |
| Australia      | 1         |
| Brasil         | 1         |
| Nueva Zelanda  | 1         |
| Reino Unido    | 1         |
| Estados Unidos | 1         |

## Estadísticas

### Más victorias
| Ciclista                 | Victorias | Años              |
| ------------------------ | --------- | ----------------- |
| Giovanni Gerbi           | 3         | 1906, 1907 y 1908 |
| Costante Girardengo      | 3         | 1919, 1920 y 1924 |
| Aldo Bini                | 3         | 1935, 1936 y 1941 |
| Gino Bartali             | 3         | 1937, 1939 y 1951 |
| Fiorenzo Magni           | 3         | 1942, 1953 y 1956 |
| Alfredo Binda            | 2         | 1926 y 1927       |
| Nino Defilippis          | 2         | 1954 y 1958       |
| Silvano Ciampi           | 2         | 1957 y 1959       |
| Felice Gimondi           | 2         | 1971 y 1973       |
| Gianbattista Baronchelli | 2         | 1978 y 1980       |
| Claudio Chiappucci       | 2         | 1989 y 1995       |
| Daniele Bennati          | 2         | 2006 y 2008       |
| Philippe Gilbert         | 2         | 2009 y 2010       |

- En negrilla corredores activos.

### Victorias consecutivas
- Tres victorias seguidas:
  -  Giovanni Gerbi (1906, 1907, 1908)

- Dos victorias seguidas:
  -  Aldo Bini (1919, 1920)
  -  Alfredo Binda (1926, 1927)
  -  Costante Girardengo (1935, 1936)
  -  Philippe Gilbert (2009, 2010)
- En negrilla corredores activos.